# Nezumia latirostrata
 Nezumia latirostrata és una espècie de peix de la família dels macrúrids i de l'ordre dels gadiformes.

## Morfologia
- Els mascles poden assolir 23 cm de llargària total.[6][7]

## Alimentació
Menja principalment copèpodes i petits invertebrats bentònics.

## Hàbitat
És un peix d'aigües profundes que viu entre 589-1400 m de fondària.

## Distribució geogràfica
Es troba des de Panamà fins al nord del Perú.